# Джессі Ф. Боун
Джессі Франклін Боун (15 червня 1916 Такома, Вашингтон — 6 січня 2006 Сьєрра-Віста, Аризона) — американський ветеринар та автор наукової фантастики.

## Життя
Боун був сином Гомера Боуна, сенатора США і судді Апеляційного суду Сполучених Штатів Америки, і Єви К. Сібері Вілдт. У 1937 році він закінчив Університет штату Вашингтон у Пуллмені з дипломом лікаря-ветеринара, також навчався у Стенфордському університеті (штат Каліфорнія) та в Інституті патології Збройних сил США (у Вашингтоні, округ Колумбія). E 1937 році приєднався до Армії США ветеринаром, демобілізувався у 1946 році у чині підполковникаа медичної служби звання підполковника та ще два роки провів у запасі. Захистив дисертацію в Університеті штату Орегон (у Корвалісі) і отримав там докторський ступінь.
У 1950 році він одружився та переїхав із дружиною Фелізітаз до Корвалліс (Орегон), де працював професором порівняльної анатомії в Університеті штату Орегон. У пари було четверо дітей.
Також викладав у Національному Університеті Зімбабве (Хараре), був професором анатомії в Університеті Росса на о. Сент-Кіттс (Віргінські о-ви), читав лекції в Єгипті та Кенії.
У 1976 році він звільнився з військової служби, а в 1978 році отримав статус почесного професора в Університеті штату Орегон. Після виходу на пенсію пара жила в Сьєрра-Віста, штат Аризона. Боуна поховали на головному цвинтарі у місті Форт Уачука.
Крім спеціальної літератури, Боун опублікував низку науково-фантастичних оповідань і романів. Його перше науково-фантастичне оповідання «Тип виживання» було опубліковано в журналі Гелексі сайнс фікшн у березні 1957 року.
У 1962 році вийшов його дебютний науково-фантастичний роман «Люди Лані». Не дивно, що такий «продукт» знаходить покупців по всій галактиці. Роман є добротним прикладом концептуального перевороту в науковій фантастиці. Лані — це позаземна раса гуманоїдних жінок, які щасливі, лише коли оголені й роблять чоловіка щасливим, в романі зображено представників космічної раси, яких еволюція нагородила не тільки розумом, але і хвостами, проте вони визнані істотами «другого сорту» і позбавлені будь-яких прав.
Оповідання Боуна «Тригермен» було номіновано на премію «Г'юго» 1959 року в номінації оповідання.
Інші твори Боуна як правило не підіймаються над рівнем рутинної пригодницької та популяризаторської наукової фантастики (з упором на біологію та медицину).
Загалом до кінця 1970-х Боун написав ще чотири науково-фантастичні романи та близько 30 оповідань та повістей.